# Rivière Kongut
Der Rivière Kongut ist ein 135 km langer Zufluss der Hudson Bay im Nordwesten der kanadischen Provinz Québec.

## Flusslauf
Der Rivière Kongut hat seinen Ursprung in einem namenlosen 140 m hoch gelegenen See 90 km östlich von Inukjuaq im Bereich des Kanadischen Schilds. Er fließt in überwiegend westlicher Richtung durch zahlreiche Seen, die Flussverbreiterungen darstellen. Der Rivière Innuksuac verläuft weiter nördlich. Schließlich mündet der Rivière Kongut 6 km südlich von Inukjuaq in die Hudson Bay. Der Rivière Kongut  entwässert ein Areal von 2610 km². Der mittlere Abfluss beträgt 30,2 m³/s.